# Аттак Энерджи
«Аттак Энерджи» (англ. Attack Energy Football Club, перс. اتک انرژی‎) — афганский профессиональный футбольный клуб из Герата, который в настоящее время выступает в Афганской Лиге чемпионов. Клуб возглавляет бывший игрок сборной Афганистана Али Ярзада.

## История
«Аттак Энерджи» был основан в 1947 году и является членом региональной Футбольной федерации Герата. В 2019 году клуб выиграл свою региональную лигу — Кубок чемпионов Герата. В 2022 году «Аттак Энерджи» завоевал Афганскую Лигу чемпионов, обыграв команду «Абу Муслим» за один тур до завершения сезона. Клуб не потерпел ни одного поражения в одиннадцати матчах и обеспечил титул в своём дебютном сезоне в лиге. Победа в чемпионате дала клубу право участвовать в Кубке АФК, но клуб не выполнил лицензионные требования турнира и не сыграл в нём.
В чемпионате 2024 года «Аттак Энерджи» выиграл свой второй подряд чемпионский титул. Клуб завершил 11-матчевый сезон без поражений и без пропущенных голов. Клуб также квалифицировался в Лигу вызова АФК 2024/25 — первом розыгрыше этой континентальной лиги, но не смог пройти квалификационный раунд плей-офф, проиграв «Абдыш-Ате» из Кыргызстана со счётом 0:2.

## Текущий состав
Примечание: Флаги указываются, так как игрок может иметь более одного гражданства по правилам ФИФА.
| №  |            | Позиция | Игрок            |
| -- | ---------- | ------- | ---------------- |
| 1  | Афганистан | Вр      | Файсал Хамиди    |
| 2  | Нигерия    | ПЗ      | Рахим Лавал      |
| 3  | Афганистан | Защ     | Хуссейн Ализада  |
| 4  | Афганистан | Защ     | Махбуб Ханифи    |
| 5  | Афганистан | Защ     | Али Реза Майел   |
| 6  | Афганистан | ПЗ      | Самир Самандари  |
| 7  | Афганистан | ПЗ      | Яр Закархел      |
| 11 | Афганистан | ПЗ      | Хасибуллах Ахади |
| 12 | Афганистан | ПЗ      | Хамид Хабиби     |
| 13 | Афганистан | Защ     | Реза Гхолами     |

| №  |            | Позиция | Игрок               |
| -- | ---------- | ------- | ------------------- |
| 17 | Афганистан | ПЗ      | Джавад Алокозай     |
| 20 | Афганистан | ПЗ      | Рахматуллах Хаирхах |
| 21 | Афганистан | ПЗ      | Хаким Хан Ниязи     |
| 28 | Нигерия    | ПЗ      | Феликс Обада        |
| 29 | Афганистан | Защ     | Али Реза Панахи     |
| 32 | Египет     | Нап     | Зизо                |
| 55 | Афганистан | Защ     | Али Назари          |
| 77 | Афганистан | Нап     | Зубаир Никзад       |
| 90 | Нигерия    | Нап     | Акпо Годвин         |
| 99 | Афганистан | Нап     | Хатам Ширдел        |

## История выступлений

### Внутренние турниры
Легенда
 Чемпион
 Вице-чемпион
 Третье место
| Сезон | Чемпионат | Чемпионат     | Чемпионат     | Чемпионат     | Чемпионат     | Чемпионат     | Чемпионат     | Кубок         | Пр.    |
| Сезон | Див.      | Поз.          | И             | В             | Н             | П             | Очки          | Кубок         | Пр.    |
| ----- | --------- | ------------- | ------------- | ------------- | ------------- | ------------- | ------------- | ------------- | ------ |
| 2022  | I         | 1-е           | 11            | 10            | 1             | 0             | 31            |               | [ 8 ]  |
| 2023  | I         | Не проводился | Не проводился | Не проводился | Не проводился | Не проводился | Не проводился | Не проводился | [ 15 ] |
| 2024  | I         | 1-е           | 11            | 11            | 0             | 0             | 33            |               | [ 16 ] |

### Международные турниры
Счёт и количество голов «Аттак Энерджи» указаны первыми.
| Год     | Турнир          | Стадия                          | Клуб      | Д  | В  | Общий счёт |
| ------- | --------------- | ------------------------------- | --------- | -- | -- | ---------- |
| 2024/25 | Лига вызова АФК | Квалификационный раунд плей-офф | Абдыш-Ата | No | No | 0:2        |